# Santa Brera
La Santa Brera è una cascina posta nei pressi del Lambro nel territorio comunale di San Giuliano Milanese a sud del centro abitato, verso Melegnano. Costituì un comune autonomo fino al 1841.

## Storia
La piccola località rurale di Santa Brera, di antica origine, costituiva un comune compreso nella Pieve di San Giuliano, parte del Ducato di Milano, e confinava con Zivido a nord, Colturano ad est, Melegnano e Pedriano a sud, e Viboldone ad ovest. La località fece registrare solo 80 residenti al censimento del 1751.
In età napoleonica, nel 1805, la popolazione era salita a 182 unità comprendendo la vicina Rocca Brivio. Nel 1809 il comune di Santa Brera venne soppresso e aggregato al limitrofo comune di Pedriano, a sua volta aggregato a Melegnano due anni dopo; tutti i centri recuperarono comunque l'autonomia nel 1816 dopo l'istituzione del Regno Lombardo-Veneto.
Gli stessi austriaci tuttavia, nel 1841, dovettero riconoscere la razionalità dell'operato napoleonico, e così il comune di Santa Brera venne soppresso definitivamente e nuovamente aggregato a Pedriano, seguendone nel tempo le sorti.